# 太极参
太极参是高丽参的一种，由水参烘干制成。太极参是介于红参与白参之间人参制品，兼具红参与白参的特点，皮白肉红。与红参和白参相比，太极参是一种温补的人参，适合任何人群在任何时候食用。韩国料理中使用的人参大都是太极参。